# Parvovirus
De parvovirussen of Parvoviridae zijn een familie van virussen waartoe de kleinste virussen worden gerekend. Parvovirussen werden in de jaren 1960 ontdekt en besmetten gewervelden en insecten. Het genoom van Parvoviridae bestaat uit enkelstrengs DNA, afgekort ssDNA, en het virus heeft een eiwitmantel in de vorm van een regelmatig twintigvlak.
Parvovirus B19 was het eerste menselijke parvovirus dat werd gevonden.
Ziekte die door een parvovirus worden veroorzaakt worden een parvovirose genoemd.

## Taxonomie
Subfamilie Parvovirinae
- Genus Parvovirus, typesoort: Murine minute virus
- Genus Erythrovirus, typesoort: Parvovirus B19
- Genus Dependovirus, typesoort: Adeno-associated virus 2
- Genus Amdovirus, typesoort: Aleutian mink disease virus
- Genus Bocavirus, typesoort: Bovine parvovirus

Subfamilie Densovirinae
- Genus Densovirus, typesoort: Junonia coenia densovirus
- Genus Iteravirus, typesoort: Bombyx mori densovirus
- Genus Brevidensovirus, typesoort: Aedes aegypti densovirus
- Genus Pefudensovirus, typesoort: Periplanta fuliginosa densovirus